# Трише, Жан-Клод
Жан-Клод Трише (фр. Jean-Claude Trichet; 20 декабря 1942, Лион, Франция) — французский финансист, председатель правления Европейского центрального банка с 2003 по 2011 год. С 1993 по 2003 год был директором Банка Франции, с 1993 по 1995 год — главой Всемирного банка. В 1987—1993 годах возглавлял французское казначейство, а с 1985 по 1993 год занимал пост председателя Парижского клуба. Жан-Клод Трише также выступает в качестве советника для трансатлантической организации European Horizons.

## Биография
Жан-Клод Трише (Jean-Claude Trichet) родился 20 декабря 1942 года в Лионе в семье университетских ученых-преподавателей, его отец и дед были учителями латыни и греческого языка. Отец Жан-Клода был французом, мать — полькой. В юности Трише увлекался поэзией. Несмотря на протесты родителей, Трише поступил в Национальную высшую шахтерскую школу в городе Нанси. В последние годы учебы Трише был членом радикальной Объединенной социалистической партии Франции (PSU), был активистом рабочего движения и после окончания высшей школы в 1964 году поступил на работу шахтером (по другим сведениям, управляющим) на угольную шахту на северо-востоке Франции. Однако уже через несколько месяцев Трише решил продолжить обучение: в 1966 году он окончил Парижский университет (Université de Paris) со степенью магистра экономики. В том же году он окончил парижский Институт политических исследований (Institut d’études politiques). В 1971 году он получил диплом Национальной школы администрирования (École nationale d’administration, ENA), в которой учились многие будущие французские политики и банкиры. Во время учебы Трише продолжал участвовать в левом движении, был организатором студенческих забастовок и сочинял петиции в защиту лидеров студенческих выступлений мая 1968 года. Во время учебы в ENA Трише посещал собрания Социалистической партии Франции (PS), а среди студентов за смелые политические выступления получил прозвище Justix (в честь персонажа комиксов об Астериксе).

### В финансовых органах Франции
В 1971 году Трише начал работу во французской генеральной инспекции по финансам, в 1975 году был переведен в казначейство. Примерно в это время он отошел от левых взглядов и стал приверженцем рыночной экономики. Первую управляющую должность Трише получил в 1976 году, когда возглавил комитет правительства Франции по модернизации промышленных структур. В 1978 году Трише был назначен советником министра по экономическим делам, в том же году стал советником президента Франции Жискара д’Эстена по вопросам промышленности, энергетике и исследованиям. В 1981 году Трише вернулся в казначейство, став председателем департамента по развитию и заместителем председателя комитета по двусторонним межправительственным соглашениям. В 1985 году Трише стал главой департамента по международным делам казначейства Франции и был назначен председателем Парижского клуба кредиторов. Он занимал последнюю должность до 1993 года.
В 1986 году Трише был назначен главой аппарата министра по экономическим делам, а в 1987 году стал директором казначейства, а также заместителем председателя Международного валютного фонда (занимал последние две должности до 1993 года). Также с 1987 по 1993 год он был заместителем главы Всемирного банка.
В 1992 году Трише занимал пост главы Европейского монетарного комитета, а в 1993 году был избран на пост директора Банка Франции (центрального банка страны). На этом посту он копировал антиинфляционную политику немецкого Бундесбанка, получил известность как защитник сильной национальной валюты. Однако эти меры привели к росту безработицы, а правительство критиковало Трише за недостаточную борьбу с бюджетным дефицитом.
Пост главы французского центробанка с 1993 по 1995 год Трише совмещал с должностью председателя Всемирного банка, с 1995 по 2003 был заместителем главы МВФ, и с 1998 по 2003 входил в совет Европейского монетарного института. В 1998 году Трише в вошел в совет созданного в том же году Европейского центрального банка, руководил введением евро в 1999 году. Трише считали вероятным претендентом на пост президента банка, на его кандидатуре настаивал президент Франции Жак Ширак (Jacques Chirac), но на должность был назначен глава Центрального банка Нидерландов Вим Дуйзенберг (Wim Duisenberg). По некоторым сведениям, уже тогда существовала договоренность о том, что Дюйзенберг покинет этот пост в 2003 году, а в оставшееся время от его 8 летнего президентского срока банком будет управлять Трише.
В 1999 году Трише был переизбран на посту главы Банка Франции.

### Глава Европейского центробанка
В ноябре 2003 года после добровольной отставки Дюйзенберга Трише покинул пост главы Банка Франции и, несмотря на слухи о заключенном в 1998 году соглашении, был назначен на пост президента Европейского Центрального банка (ЕЦБ) сроком на 8 лет. Назначению Трише на этот пост предшествовало судебное разбирательство о его роли в деле о разорении банка Credit Lyonnais в 1993 году, вызванном неумелым управлением и приведшем к тому, что для его спасения французскому правительству пришлось выделить сумму эквивалентную 34 миллиардам долларов США. На суде Трише заявил, что будучи главой казначейства сам был введен в заблуждение отчетами руководителей Crédit Lyonnais, и был оправдан судом. После своего назначения на пост главы ЕЦБ Трише заявил о намерении устанавливать учетную ставку банка так, чтобы она способствовала экономическому росту, а не противодействовала инфляции, как раньше. Своей целью он назвал оживление экономики еврозоны.
На посту президента ЕЦБ Трише был активным сторонником сохранения независимости ЕЦБ от политической конъюнктуры Евросоюза: в частности на уменьшении самостоятельности ЕЦБ настаивал президент Франции Николя Саркози. В 2007 году Трише называл себя «Мистер евро», активно защищал новую валюту и приписывал ей создание 14,8 миллиона новых рабочих мест в еврозоне с 1999 года. Вопреки обещаниям, Трише не стал отказываться от использования механизма учетной ставки для сокращения инфляции. С 2005 по 2007 год учетная ставка была поднята на два процента (с 2 до 4 процентов), однако в 2007 году ЕЦБ не удалось остановить инфляцию на уровне 2 процентов: она составила 3,1 процента.
В 2007 году Трише на мировом форуме в Давосе заявил о приближающейся «переоценке активов». Мировой экономический кризис, начавшийся в 2008 году, заставил ЕЦБ снизить учетную ставку до 1,25 процента. В апреле 2009 года в управляющем совете ЕЦБ возникли разногласия относительно будущего сокращения учетной ставки. Президент немецкого Бундесбанка Аксель Альфред Вебер (Axel Alfred Weber) отказался опускать учетную ставку ниже одного процента и настаивал на прекращении покупки ЕЦБ долговых обязательств европейских компаний, а представители Греции настаивали на обратном. Сам Трише заявлял о возможном сокращении учетной ставки. Конфликт, который аналитики называли самым крупным за историю ЕЦБ, привел к незначительному снижению курса европейской валюты. В итоге, в мае 2009 года учетная ставка ЕЦБ была снижена до нового исторического минимума в 1 процент, тогда же ЕЦБ объявил, что дальше снижать её не намерен.
В 2009 году принял участие в конференции Бильдербергского клуба.
ЕЦБ объявил о повышении учетной ставки лишь в апреле 2011 года, когда экономика стран Евросоюза начала восстанавливаться после кризиса.
Некоторые аналитики называли Трише «финансистом-консерватором», который в фискальной политике предпочитает пользоваться словом, а не делом, однако другие эксперты отмечали, что он умеет бороться с кризисными явлениями в экономике и является одним из самых опытных финансистов в мире.
Летом 2010 года глава General Electric Джеффри Иммельт отмечал, что Трише «беспокоится об инфляции каждый день».
В июне 2011 года преемником Трише, чьи полномочия истекали в октябре того же года, был избран итальянец Марио Драги (Mario Draghi).
Последние месяцы работы Трише в ЕЦБ были очень напряженными из-за продолжавшегося долгового кризиса европейских стран, в особенности — Греции. 31 октября 2011 года, как и предполагалось, Трише покинул свой пост.

### Достижения и личная жизнь
Трише является командором французского ордена Почетного легиона и офицером ордена «За заслуги». Также он награждён орденом «За заслуги перед Федеративной Республикой Германия» первой степени и орденами Аргентины, Чили, Югославии, Австрии и других стран. Трише является почетным доктором нескольких университетов мира, входит в совет директоров Петерсоновского института международной экономики (Peterson Institute for International Economics).
В 2007 году газета The Financial Times назвала Трише «человеком года». В 2009 году журнал U.S. News & World Report поставил Трише на 5 место в списке из 25 самых влиятельных финансистов мира после Барака Обамы, Бена Бернанке, Лоуренса Саммерса (Lawrence Summers) и Тимоти Гайтнера.
Трише женат на украинке Алине Рыбалке (Aline Rybalka), которая возглавляла переводческое подразделение министерства иностранных дел Франции. У них два сына: Алексис (Alexis), в 2008 году он работал директором по маркетингу телекоммуникационной компании Orange, и Николя (Nicolas), который пишет электронную музыку. Трише увлекается поэзией, искусством и наукой, его называли «самым образованным французским бюрократом».

## Награды
- Международная премия Низами Гянджеви (2024 год, Международный центр Низами Гянджеви, Азербайджан)[28]